# 이에나카역
이에나카역(일본어: 家中駅)은 일본 도치기현 도치기시에 있는 도부 철도 닛코 선의 역이다. 역 번호는 TN 14이다.

## 역 구조
섬식 승강장 1면 2선의 지상역이다. 출입구는 선로의 동서에 있고 승강장은 과선교에서 연결된다. 동쪽 출입구에 위치하였던 구역사는 해체되고 새로 승강장의 남단 부근에 역사 및 임시 창구가 설치되었다.
승차권을 역전 상점에서 발매하는 간이 위탁역이다.

### 승강장
| 번호 | 노선    | 방향 | 행선                                                                                      |
| ---- | ------- | ---- | ----------------------------------------------------------------------------------------- |
| 1    | 닛코 선 | 상행 | 신토치기・도부 도부쓰코엔・ 도부 스카이트리 라인 기타센주・도쿄 스카이트리・아사쿠사 방면 |
| 2    | 닛코 선 | 하행 | 시모이마이치・도부 닛코・ 기누가와 선 기누가와온센 방면                                   |

## 역 주변

### 히가시구치
- 도치기 시 관공서 쓰가 종합 지소(구, 쓰가 정사무소)
- 도치기 시립 이에나카 초등학교
- 이에나카 우체국
- 도치기 신용 금고 쓰가 지점
- 아시카가 은행 쓰가 지점
- 기타칸토 자동차도 쓰가 IC

### 니시구치
- 도치기 시립 쓰가 중학교
- 도치기 시 쓰가 도서관
- 도치기 시 쓰가 문화 회관(하트 홀)

## 역사
- 1929년 4월 1일: 영업 개시.
- 1973년 9월 1일: 역 무인화, 간이 위탁 개시.
- 2012년 3월 17일: TN 14의 역 번호 도입.

## 사진

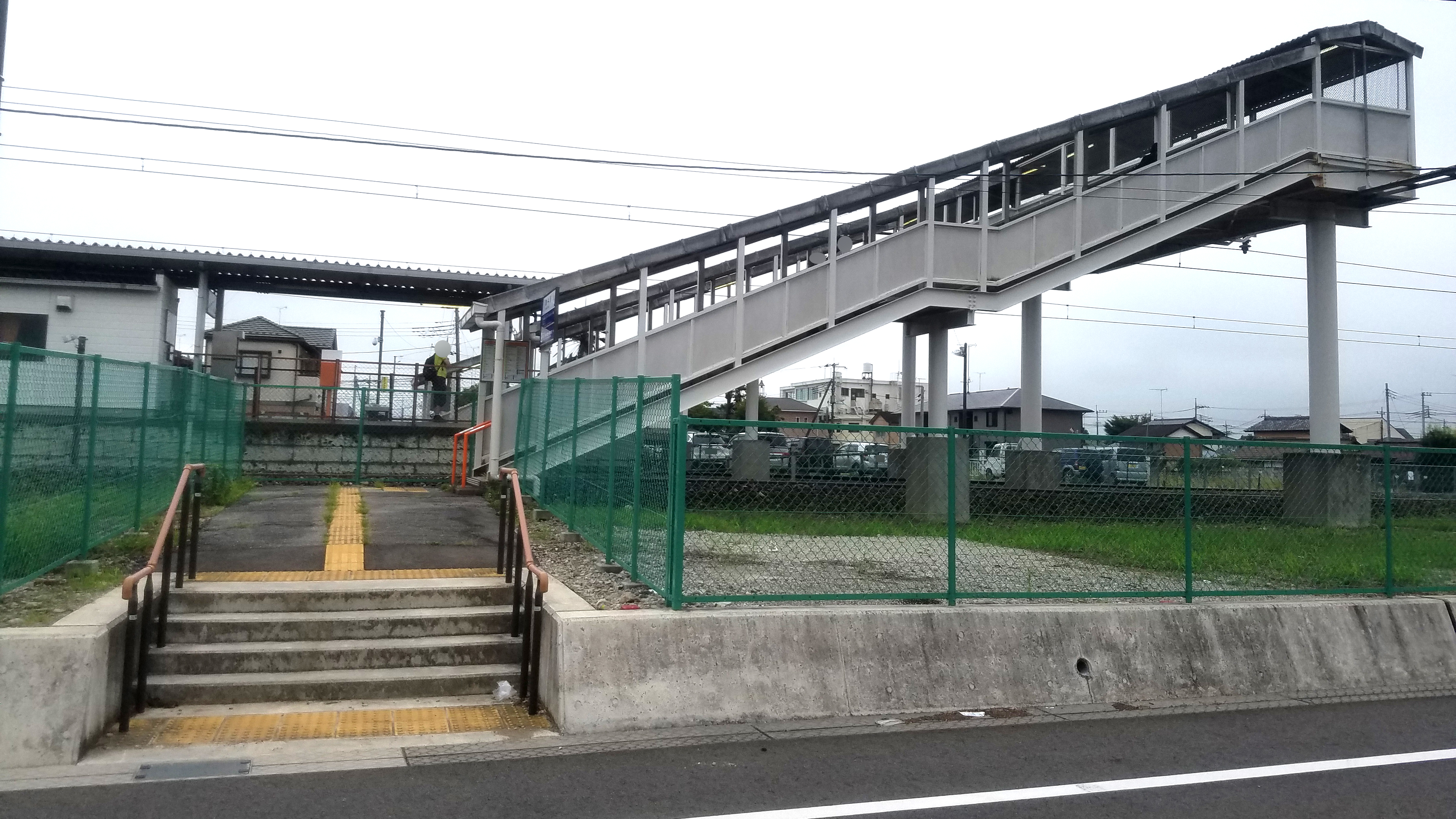
서쪽 출입구(2021년 8월)
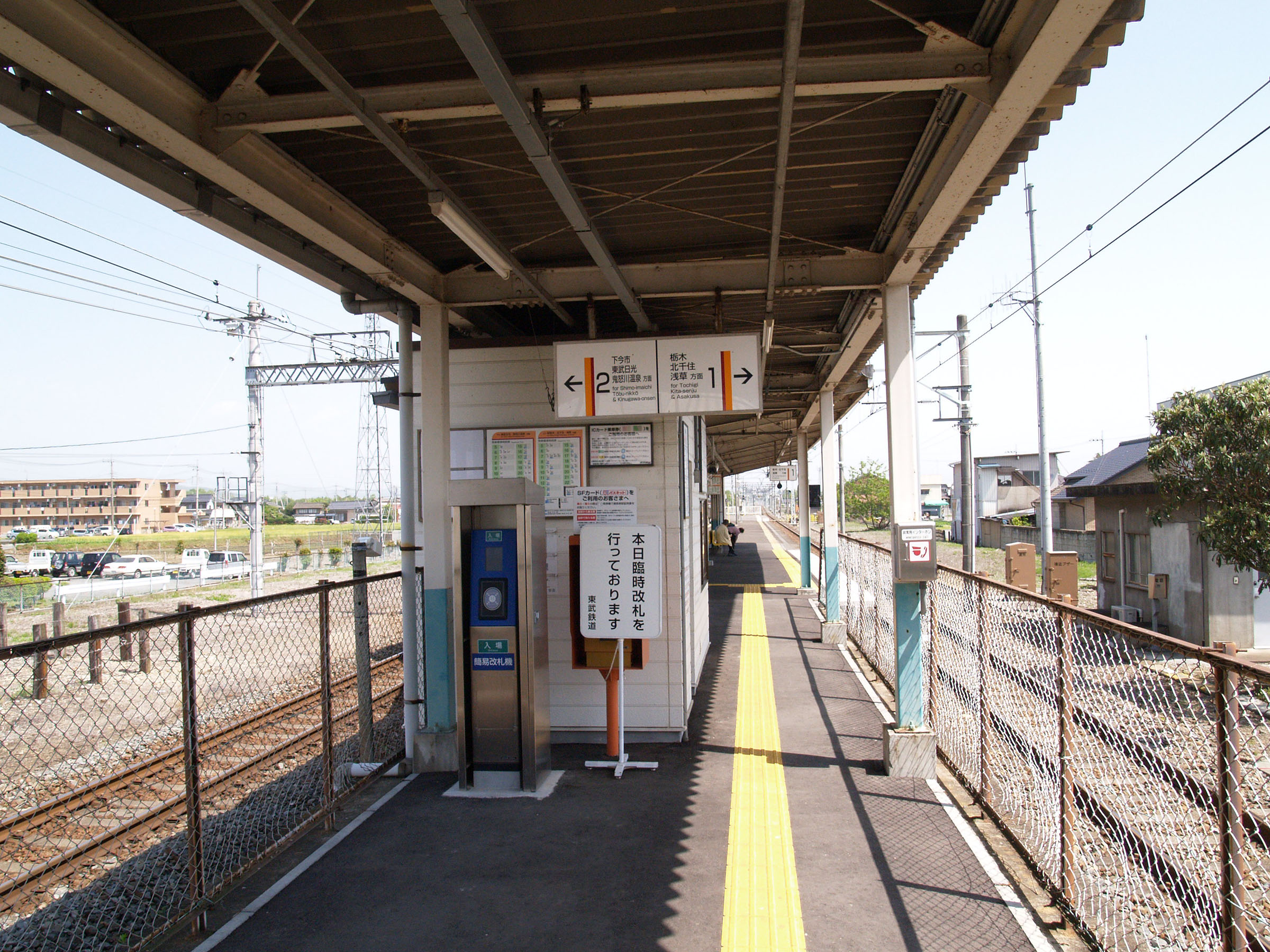
개찰(2011년 5월)

## 인접역
| 도부 철도 닛코 선                 | 도부 철도 닛코 선  | 도부 철도 닛코 선                  |
| --------------------------------- | ------------------ | ---------------------------------- |
| TN 13 갓센바 도부 도부쓰코엔 방면 | ■ 구간 급행 ■ 보통 | 도부 가나사키 TN 15 도부 닛코 방면 |